# Église de l'hospice des Vénérables de Séville

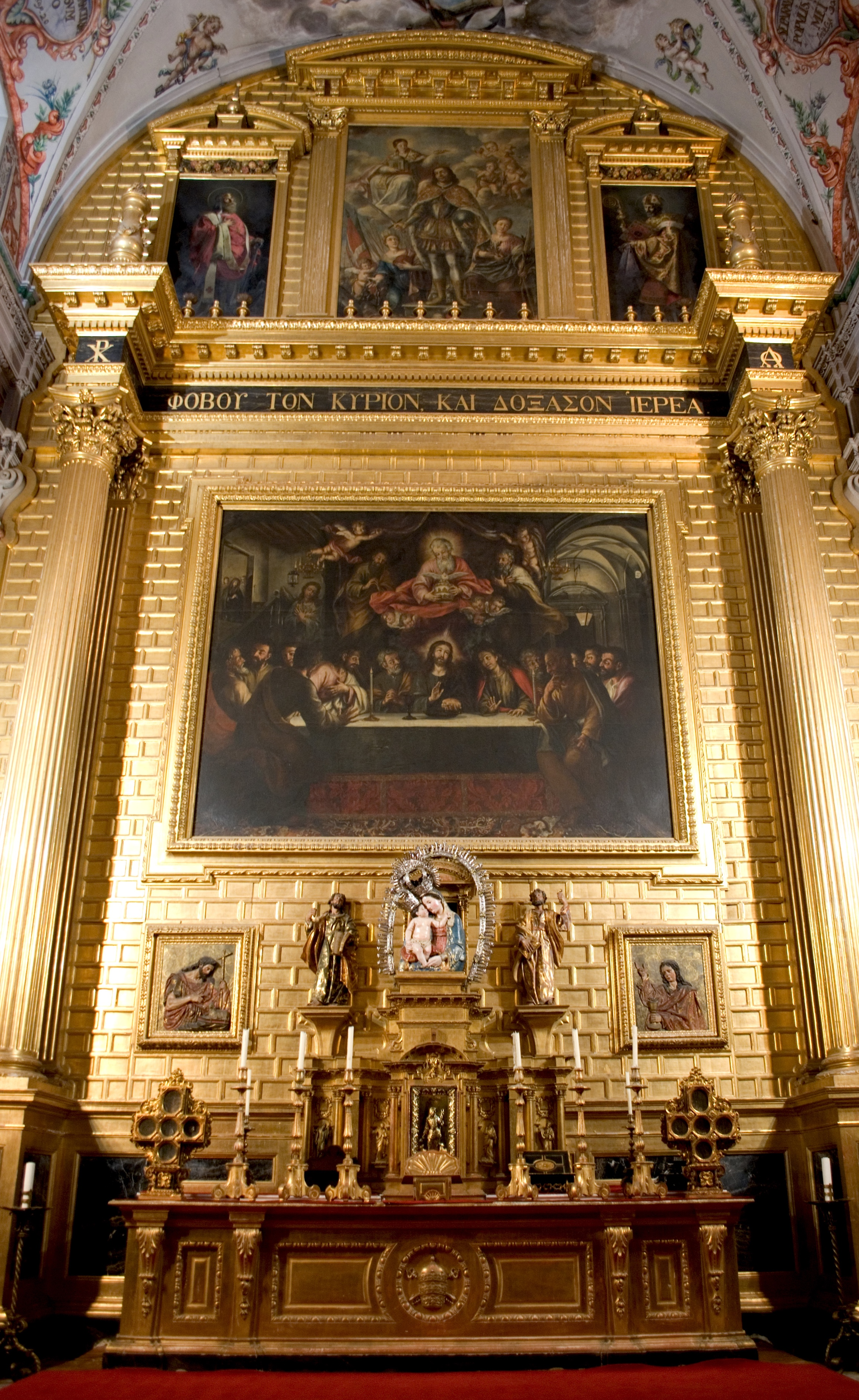
Retable majeur de l'église.

L'église de l'hospice des Vénérables est une église baroque située à Séville dans le quartier Santa Cruz. Elle desservait l'ancien hospice des Vénérables, aujourd'hui Centre Vélasquez (Centro Diego Velázquez). Elle est dédiée à saint Ferdinand, roi de Castille.

## Description
L'église est d'une seule nef au plafond voûté avec des lunettes et des arcs-doubleaux. Elle est entièrement décorée de fresques de Valdés Leal. Celles du chœur représentent l'invention de la Sainte Croix, celles du plafond de la sacristie forment un petit espace en perspective (trompe-l'œil); de chaque côté du chœur se trouvent des œuvres de Valdés Leal et de son fils Lucas Valdés: sur le côté droit, saint Ferdinand donne la mosquée à l'archevêque de Séville ; le tableau du côté gauche montre saint Ferdinand devant la Vierge de la Antigua. Les urnes des reliquaires et les cuivres sont de facture flamande. Les peintures sous marbre de l'Immaculée Conception et de la Vierge à l'Enfant sont l'œuvre de Sassoferrato. Les peintures des voûtes et des murs sont l'œuvre de Lucas Valdés. Le triomphe du pontificat ressemble à des tapisseries.
On peut admirer le retable majeur qui date de 1889 avec son Apothéose de saint Ferdinand du pinceau de Lucas Valdés. Les côtés représentent saint Clément et saint Isidore, peints par Virgilio Mattoni. Les figures en relief de saint Jean-Baptiste et de saint Jean l'Évangéliste sont attribuées à Juan Martínez Montañés et datent de la première moitié du XVIIe siècle. La toile centrale du retable en haut représente saint Jérôme par Herrera le Vieux. 
Les figures de saint Ferdinand et de saint Pierre en bas sont l'œuvre de Pedro Roldán.
Au-dessus de l'autel de l'Immaculée Conception, l'on distingue une représentation de saint Étienne d'un anonyme du XVIIe siècle, parfois attribuée à Martínez Montañés. Les retables sont de Juan de Oviedo. La chaire de marbres polychromes et de bois précieux est réalisée par Francisco de Barahona. Le peintre sévillan Murillo, qui était ami du fondateur de l'hospice, don Justino de Neve,  a peint pour cet autel une fameuse Immaculée Conception, dite l'Immaculée Conception des Vénérables en 1678. Elle se trouve aujourd'hui au musée du Prado.
La sacristie possède un mobilier de rangement remarquable où l'on rangeait les pièces d'orfèvrerie servant à l'office divin. On remarque dans la partie centrale de l'autel majeur une Vierge de Belén. Des figures du Christ en ivoire datent du XVIIIe siècle.
L'orgue baroque est d'une rare qualité.
La façade extérieure de l'église donnant sur la calle Jamerdana, présente dans sa partie inférieure un portique et dans sa partie supérieure une niche au milieu et deux oculi de côté.

## Illustrations

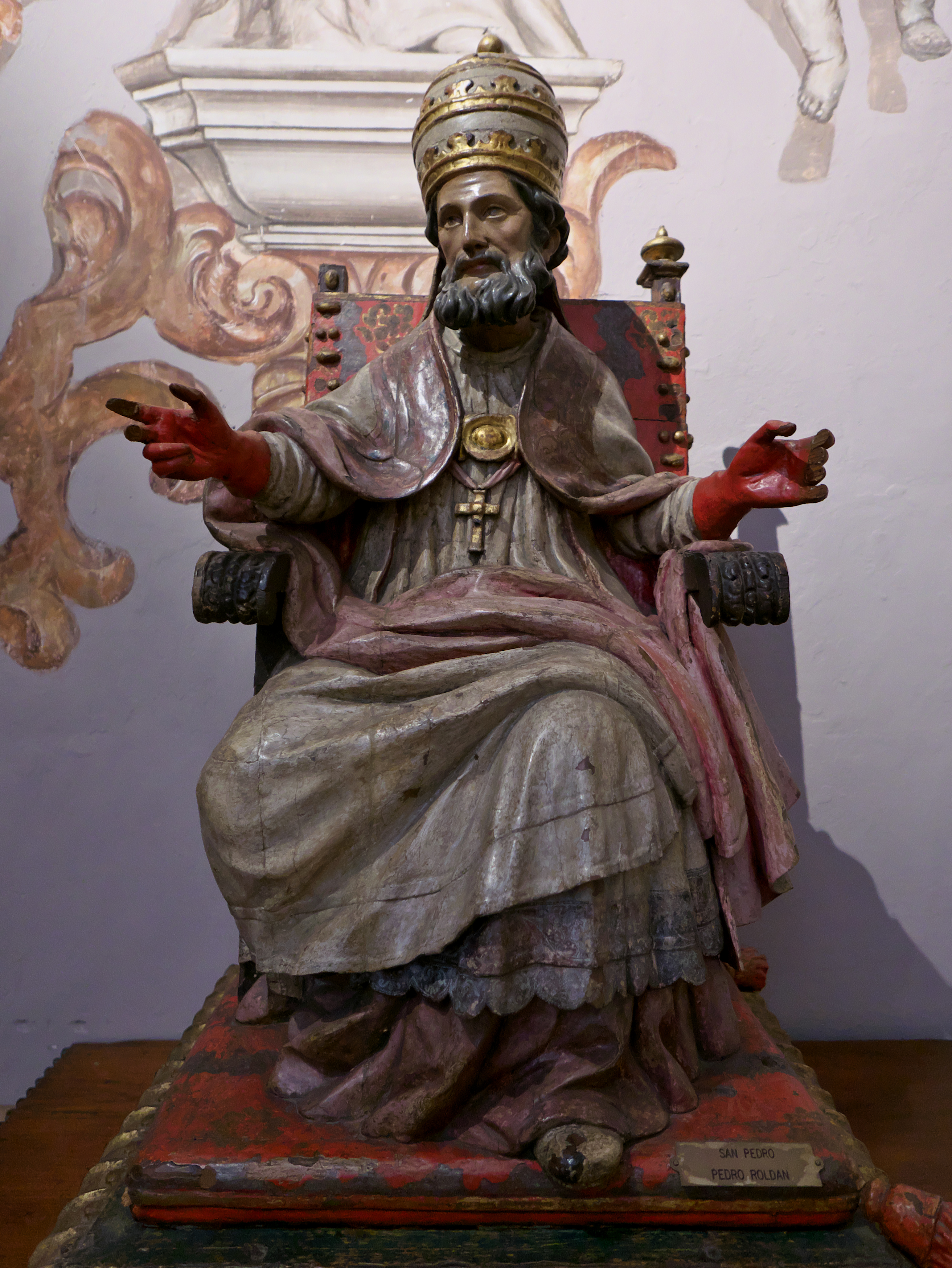
Statue de saint Pierre par Pedro Roldán
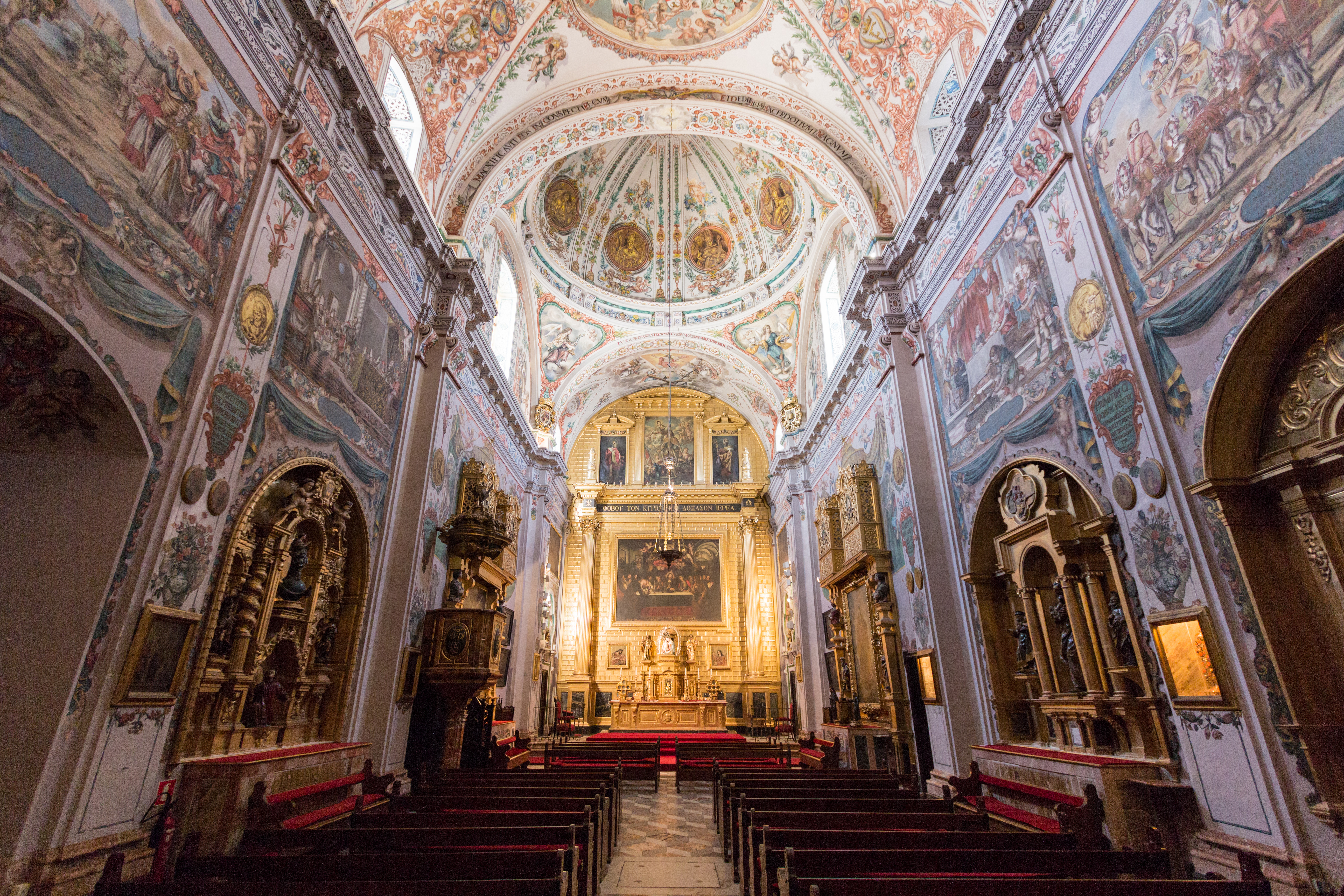
Vue générale intérieure
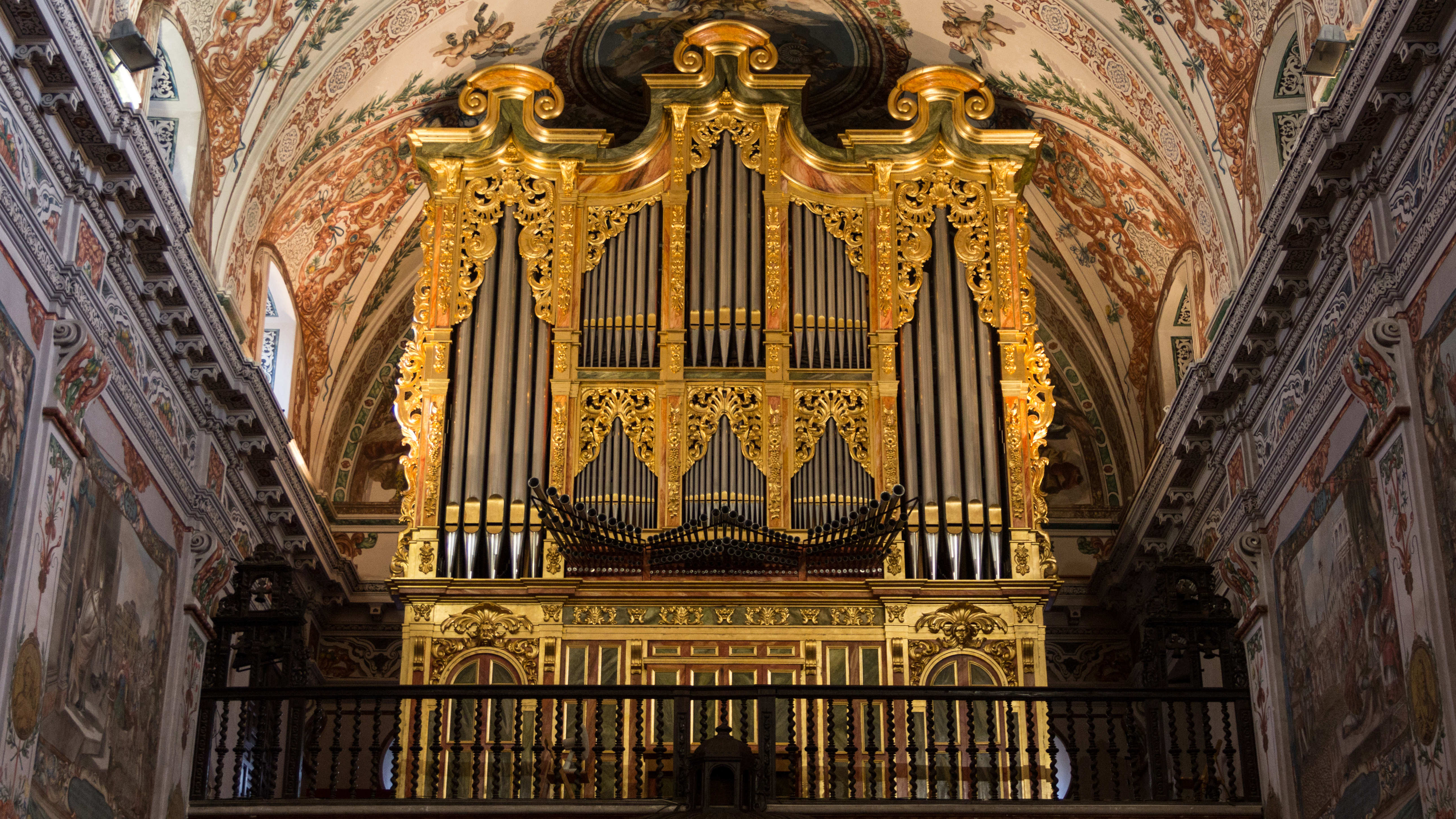
Orgue
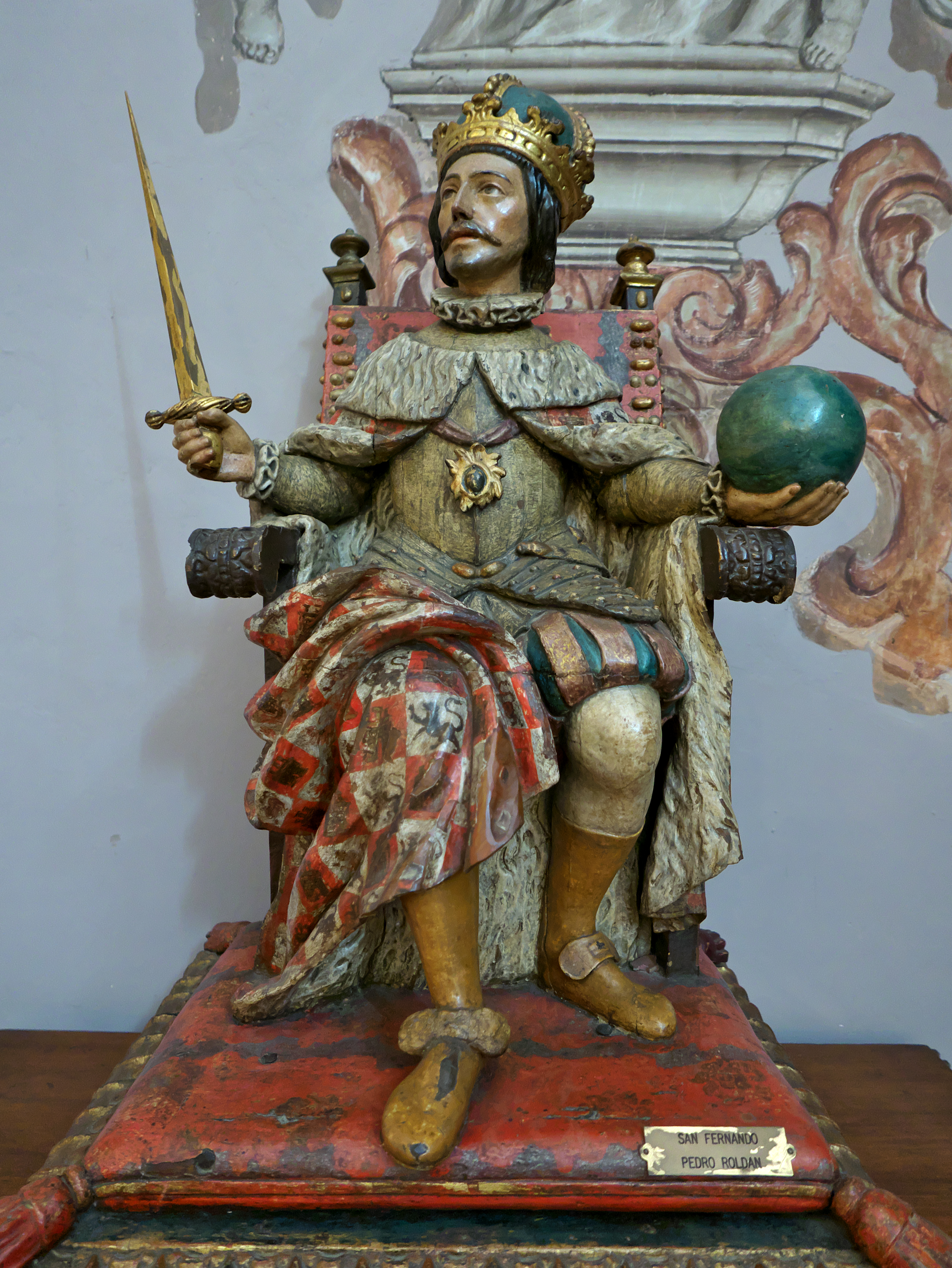
Statue de saint Ferdinand par Pedro Roldán